# Siboniso Gaxa
Siboniso Gaxa (ˈɡɑːǁɑː; n. 6 aprilie 1984 în Durban, KwaZulu-Natal) este un fotbalist sud-african care joacă pe postul de fundaș dreapta la clubul Mamelodi Sundowns și este component al echipei naționale de fotbal din Africa de Sud.